# あなたならどうする
「あなたならどうする」は、1970年3月25日にリリースされたいしだあゆみのシングルである。

## 概要
いしだあゆみのシングルとして最大のヒット曲である、「ブルー・ライト・ヨコハマ」（1968年）以来の週間オリコンチャートにおいて、首位獲得こそならなかったものの、40万枚を超えるセールスを記録し、いしだにとって2番目のヒット曲となった。 
作詞はいしだの妹石田ゆりの夫（いしだの義理の弟）であるなかにし礼。 
いしだは本楽曲で、1970年末の『第21回NHK紅白歌合戦』に2年連続2回目の出場を果たした。本作歌唱シーンは全編残っているが、厳密には一番サビの部分（「あなたならどうする〜あなたならどうする」の中間）が0.5秒程度欠落し、映像と共に音飛びしている。
1989年、ネッスル日本（現・ネスレ日本）のコーヒー用クリーミングパウダー「ブライト」のCMソングとしてオンエアされた。
2003年度下半期のNHK朝の連続テレビ小説『てるてる家族』（いしだ一家がモデルとなった）の劇中でも使用された他、同作で岩田夏子（いしだがモデル）役を演じた上原多香子が、「ブルー・ライト・ヨコハマ」とカップリングでカバーしたシングルCDを発売している。

## 収録曲
（全作詞：なかにし礼）
1. あなたならどうする [3:00]
作曲・編曲：筒美京平
2. 今夜は帰って [3:43]
作曲：三木たかし／編曲：高見弘

## 収録アルバム
- 『GOLDEN☆BEST いしだあゆみ』（#6）

など

## カバー
あなたならどうする
- ジャッキー吉川とブルー・コメッツ（発売年不明、8トラックに収録）
- 黛ジュン（1970年のアルバム『自由の女神 黛ジュン・ビッグ・ヒットを歌う』に収録）
- 伊東ゆかり（1970年のアルバム『ゆかりの贈りもの』に収録）
- ちあきなおみ（1970年のアルバム『愛は傷つきやすく ちあきなおみ ヒット・ポップスをうたう』に収録）
- 牧村純子（1970年のアルバム『夢は夜ひらく』に収録）
- 君夕子（1970年のアルバム『神様がまちがったのね』に収録）
- 安倍律子（1971年のアルバム『Oh! ビューティフル・タッチ!!』に収録）
- 麻丘めぐみ（1974年のアルバム『グランド・デラックス』、『あこがれ』に収録）
- 南沙織（1974年のアルバム『20才』に収録）
- 優雅（1974年のアルバム『異国の風』に収録）
- 浅野ゆう子（1977年のアルバム『ぽつりぽつり』に収録）
- 柏原芳恵（下記参照）
- T-BACKS（1993年のアルバム『燃えるブンブン』に収録）
- イズミカワソラ（2003年のアルバム『東京フラミンゴ』に収録）
- 上原多香子（2004年のシングル「ブルー・ライト・ヨコハマ」に収録）
- まきのめぐみ（2006年、配信シングル）
- サカイレイコ（2007年のアルバム『あの日にかえりたい 〜I want to return on that day〜』に収録）
- サワサキヨシヒロ（2007年のアルバム『あの日にかえりたい 〜I want to return on that day〜』に収録）　※曲名『あなたならどうする〜サワサキ温泉MIX』
- SHOKO（2010年のアルバム『ふり向けばそこに』に収録）
- ジュディ・オング（2012年のアルバム『LAST LOVE SONGS 〜人には言えない恋がある〜』に収録）
- 南野陽子（2016年のアルバム『なかにし礼と13人の女優たち』に収録）
- 桑田佳祐（2019年、ライブビデオ『平成三十年度! 第三回ひとり紅白歌合戦』収録）

## 柏原芳恵によるカバー
柏原芳恵の33枚目のシングル。1989年12月6日に東芝EMIから発売された。
柏原版の「あなたならどうする」は、フジテレビ系ドラマ『LUCKY! 天使、都へ行く』の挿入歌に使用された。
カップリング曲の「愛しただけよ」は、前年に発売されたシングルのA面曲である。

### 収録曲
1. あなたならどうする
作詞：なかにし礼、作曲：筒美京平、編曲：戸塚修
2. 愛しただけよ
作詞・作曲：浜口庫之助、編曲：竜崎孝路